# 이홍렬의 해피통신
《이홍렬의 해피통신》는 대한민국의 MBC에 방송됐던 교양 프로그램이다.

## 기획 의도
이제 우리의 해외 교포들이 세계 각국에서 막강한 정치, 경제 및 사회, 문화적 영향력을 행사하는 프로그램이다.

## 방송 시간
- 2001년 11월 11일 ~ 2002년 3월 30일: 매주 토요일 오전 7시 30분 ~ 8시 20분
- 2002년 4월 ~ 2002년 10월 17일 : 매주 금요일 밤 12시반(심야) 시간대

## 진행자
- 이홍렬
- 박혜진

## 코너 목록
- 인물 소개
- 해외문화소개